# Julio Bracho
Julio Bracho Gavilán (Durango, 17 luglio 1909 – Città del Messico, 26 aprile 1978) è stato un regista e sceneggiatore messicano.

## Biografia
Julio è nato come il nono di undici fratelli tra cui l'attrice Andrea Palma, lo scenografo Jesús Bracho e il gesuita missionario in Cina Toribio. Era cugino di Dolores del Río e Ramón Novarro. È stato sposato con la ballerina Diana Bordes con la quale ha avuto una figlia: l'attrice Diana Bracho. Dal 1955 al 1957 è stato spostato con l'attrice Rosenda Monteros.
È morto a 68 anni dopo aver sofferto di una lunga malattia.

## Filmografia (parziale)
- Ay, qué tiempos señor don Simón! (1941)
- Distinto amanecer (1943)
- El monje blanco (1945)
- Crepúsculo (1945)
- La mujer de todos (1946)
- El ladrón (1947)
- Felipe de Jesús (1949)
- Inmaculada (1950)
- La ausente (1951)
- Paraíso robado (1951)
- Mujeres que trabajan (1953)
- Llévame en tus brazos (1954)
- Señora Ama (1955)
- Cada quién su vida (1960)

## Riconoscimenti
- Premio Ariel per il miglior film per Crepúsculo (1946)
- Premio Ariel per la miglior regia (1949)